# Быстрец (Курская область)
Быстрец — деревня в Фатежском районе Курской области России. Входит в состав Большеанненковского сельсовета.

## География
Деревня находится в бассейне реки Усожа (левый и самый крупный приток Свапы), в 116 км от российско-украинской границы, в 43 км к северо-западу от Курска, в 12 км к северо-востоку от районного центра — города Фатеж, в 2 км от центра сельсовета — деревни Большое Анненково.
Климат
Быстрец, как и весь район, расположен в поясе умеренно континентального климата с тёплым летом и относительно тёплой зимой (Dfb в классификации Кёппена).
Часовой пояс
Деревня Быстрец, как и вся Курская область, находится в часовой зоне МСК (московское время). Смещение применяемого времени относительно UTC составляет +3:00.

## Население
| 2002 | 2010 |
| ---- | ---- |
| 65   | ↘40  |

## Инфраструктура
Личное подсобное хозяйство. В деревне 34 дома.

## Транспорт
Быстрец находится в 13 км от автодороги федерального значения М2 «Крым» (Москва — Тула — Орёл — Курск — Белгород — граница с Украиной) как часть европейского маршрута E105, в 18,5 км от автодороги регионального значения 38К-018 (Курск — Поныри), в 7,5 км от автодороги 38К-039 (Фатеж — 38К-018), в 0,5 км от автодороги межмуниципального значения 38Н-210 (М-2 «Крым» – Зыковка – Малое Анненково – 38К-039), в 17,5 км от ближайшей ж/д станции Возы (линия Орёл — Курск).
В 167 км от аэропорта имени В. Г. Шухова (недалеко от Белгорода).